# Xiphioidei
Gli Xiphioidei sono un sottordine di pesci ossei appartenenti all'ordine Perciformes.
Sono pesci marini pelagici di grandi dimensioni molto più frequenti nei mari tropicali e subtropicali. Sono ben riconoscibili per la presenza di un rostro, un prolungamento della mascella superiore simile a una spada come nel ben noto pesce spada.
Le famiglia appartenenti al sottordine sono due:
- Istiophoridae
- Xiphiidae